# 구로다 나오즈미

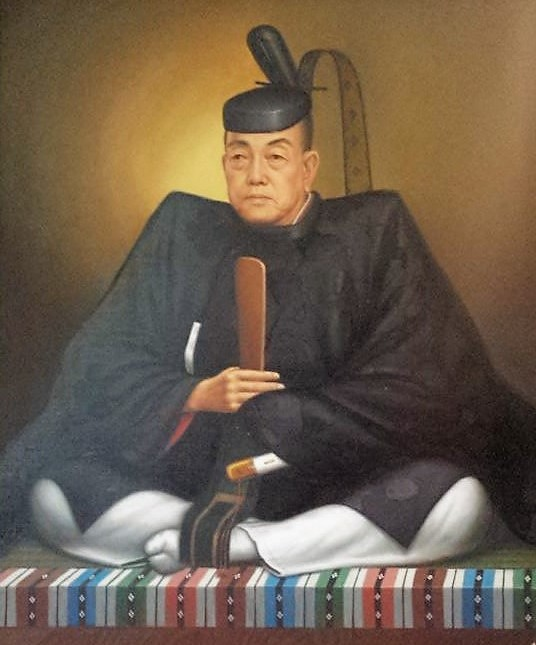
구로다 나오즈미

구로다 나오즈미(일본어: 黒田直純, 1705년 5월 15일 ~ 1776년 2월 16일)는 고즈케 누마타번 제2대 번주, 가즈사 구루리 번 초대 번주를 지냈다. 구루리 번 구로다가 제2대 당주.
친부는 하타모토 혼다 마사노리이며 그의 차남으로 에도에서 태어났다.